# 朝鲜总督府铁道局

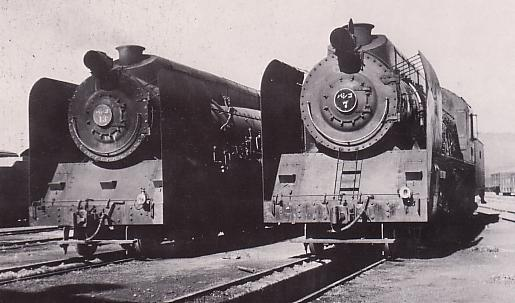
Pacifics第5型蒸汽機車

朝鲜总督府铁道局（朝鲜语：조선총독부 철도국，ちょうせんそうとくふてつどうきょく）是朝鲜日治时期位於朝鲜总督府之下負責管理朝鮮地區公私營鐵道的机构，铁道局轄下有朝鲜总督府铁道，為當時朝鮮最重要的鐵路運營商。

## 铁路系统管理组织
- 庶務課 
  - 铁道圖書館
  - 铁道醫院
- 調査課
- 監督課
- 運輸課
- 建設課
- 改良課
- 保線課
- 工作課
- 電氣課
- 經理課
- 地方[1]
  - 地方铁道局（京城、釜山、咸興）
  - 铁道事務所（京城、釜山、大田、平壤、順天、元山、城津、江界）
  - 建設事務所（京城、平壤、安東、江陵）
  - 改良事務所（京城、釜山、平壤）
  - 工場（京城、釜山、清津）
  - 病院 
    - 龍山病院（1984-2011年曾为中央大学医院（朝鲜语：중앙대학교병원））
    - 釜山病院

## 历史
- 1899年8月20日 - 京仁铁道仁川-鹭梁津开通。
- 1902年10月1日 - 京釜铁道永登浦-鸣鹤开通。
- 1903年11月1日 - 京釜铁道收买京仁铁道。
- 1905年4月28日 - 京义线龙山-新义州开通。
- 1906年 - 統監府設立鐵道管理局，收購京釜鐵道。
- 1910年8月29日 - 朝鲜总督府设立朝鲜总督府铁道局，繼承統監府鐵道管理局。
- 1925年3月20日 - 設立朝鲜总督府铁道營運朝鮮鐵道路線。
- 1945年9月 - 朝鲜总督府铁道局解散，其管理路线分别由后来的韩国和继承。

## 历任局长
| 氏名                 | 在任期間                       | 備考                   |
| 統監府鐵道廳長官     | 統監府鐵道廳長官               | 統監府鐵道廳長官       |
| -------------------- | ------------------------------ | ---------------------- |
| 大屋權平             | 1909年6月19日 - 1909年12月16日 |                        |
| 韓國鐵道管理局長     |                                |                        |
| 大屋權平             | 1909年12月16日 -               |                        |
| 朝鮮總督府鐵道局長官 |                                |                        |
| 大屋權平             | 1910年10月1日 - 1917年7月31日  |                        |
| 總督官房鐵道局長     |                                |                        |
| 人見次郎             | 1917年7月31日 - 1919年5月17日  |                        |
| 青木戒三             | 1919年5月17日 - 1919年8月20日  |                        |
| 總督官房鐵道部長     |                                |                        |
| 和田一郎             | 1919年8月20日 - 1921年2月12日  |                        |
| 弓削幸太郎           | 1921年2月12日 - 1925年3月31日  |                        |
| 鐵道局長             |                                |                        |
| 下岡忠治             | 1925年3月31日 - 1925年5月26日  | 代理                   |
| 大村卓一             | 1925年5月26日 - 1932年9月20日  |                        |
| 吉田浩               | 1932年10月4日 - 1938年5月4日   |                        |
| 工藤義男             | 1938年5月4日 - 1939年7月24日   |                        |
| 山田新十郎           | 1939年7月24日 - 1943年12月1日  |                        |
| 交通局長             |                                |                        |
| 小林利一             | 1943年12月1日 -                | 日本統治下最後一任局長 |

## 文獻
- 『施政三十年史』、朝鮮總督府、1940年
- 『朝鮮事情 昭和十七年度版』、朝鮮總督府、1941年
- 『映画年鑑 昭和十七年版』、日本映画协会、1942年発行
- 『战前期日本官僚制的制度・組織・人事』、战前期官僚制研究会、东京大学出版会、1981年
- 『官報』
- 、林采成、东京大学出版会、2005年3月 ISBN 4130460846

## 相關關聯項目
- 朝鮮總督府鐵道
- 朝鮮鐵道
- 南滿洲鐵道
- 滿洲國國有鐵道
- 臺灣總督府交通局鐵道部
- 韓國鐵道廳
- 朝鮮民主主義人民共和國鐵道省